# ASVEL Lyon-Villeurbanne
Pour l'article concernant le club omnisports, voir Association sportive de Villeurbanne Éveil lyonnais.
Maillots
Actualités
| \| Villeurbanne \| Le club est basé à Villeurbanne. |
| Villeurbanne                                        |

L'ASVEL Lyon-Villeurbanne (ou simplement ASVEL dans le langage courant) est un club français de basket-ball situé à Villeurbanne nommé officiellement, pour raison de parrainage, LDLC ASVEL depuis 2018.
Le club, section du club omnisports l'Association sportive de Villeurbanne Éveil lyonnais (ASVEL), évolue en première division du championnat de France, et ce sans discontinuer depuis sa création en 1948, le club n’ayant ainsi jamais été relégué au second niveau national.
Cette longévité exceptionnelle au plus haut niveau lui permet ainsi de détenir un nombre record de 21 titres de champions de France.
L'ASVEL est d’ailleurs le seul club français (avec le CSP Limoges) à avoir remporté 3 titres de champion de France de rang à deux reprises.
L'ASVEL détient également le record de victoires en coupe de France avec dix trophées conquis et s’impose ainsi comme le club français le plus titré au niveau national, devant le CSP Limoges et ses six trophées. L'ASVEL a remporté tous les trophées nationaux majeurs.
Le club s'est également illustré en coupe d'Europe lorsqu'il termine finaliste de la Coupe des coupes en 1983, le club ayant joué 8 demi-finales dans les compétitions européennes majeures depuis sa création.
Depuis 2014, le club est dirigé par l’ancien joueur de NBA Tony Parker et a fait le choix du nom, le 11 septembre 2018, auprès de son partenaire officiel pour l'appellation de son équipe professionnelle sous le nom de LDLC ASVEL.

## Historique

### 1948-1965: les années André Buffière
Le club a été fondé en 1948 par la fusion de l'Éveil lyonnais — un patronage affilié à la Fédération sportive de France dont l'ASVEL est champion fédéral de 1949 à 1959 (sauf 1951 et 1958) laissant ensuite le champ libre à l'Alsace de Bagnolet de 1960 à 1970 — et de l'AS Villeurbanne, un club laïc affilié à la Fédération sportive et gymnique du travail. L'équipe, dont le premier président est M. Millet, évolue à la salle Raphaël de Barros (maison des sports de Villeurbanne).
L'ASVEL remporte son premier titre de champion de France en 1949, championnat alors désigné sous le nom championnat Excellence, puis l'édition suivante, désormais nommée Nationale. Le club remporte également les éditions de 1952, et trois éditions consécutives, de 1955 à 1957. Durant ces années 1950, l'équipe dispute également deux autres finales, en 1954 et 1959. Les joueurs majeurs de l'équipe sont notamment André Buffière, François Nemeth et Raymond Sahy, ainsi qu'Édouard Gagneux. Ils sont rejoints de 1949 à 1955 par plusieurs internationaux : Henri Grange, Gérard Sturla et Henri Rey, et évoluent sous la conduite de l'entraîneur Georges Darcy.
Après une période de six saisons sans titre, de 1958 à 1963, l'ASVEL retrouve le chemin de la victoire avec :
- un nouveau président, Raphaël de Barros ;
- un nouvel entraîneur, Henri Rey — avec Georges Darcy pour le physique — qui recrute les joueurs Moroze et Caballé (international ) et remporte le titre en 1964 avec la meilleure défense du championnat, ainsi que la coupe en 1965 ;
- à partir de 1965, un nouveau joueur plein de talent et déjà international, Alain Gilles.

### 1965-1989: les années Alain Gilles

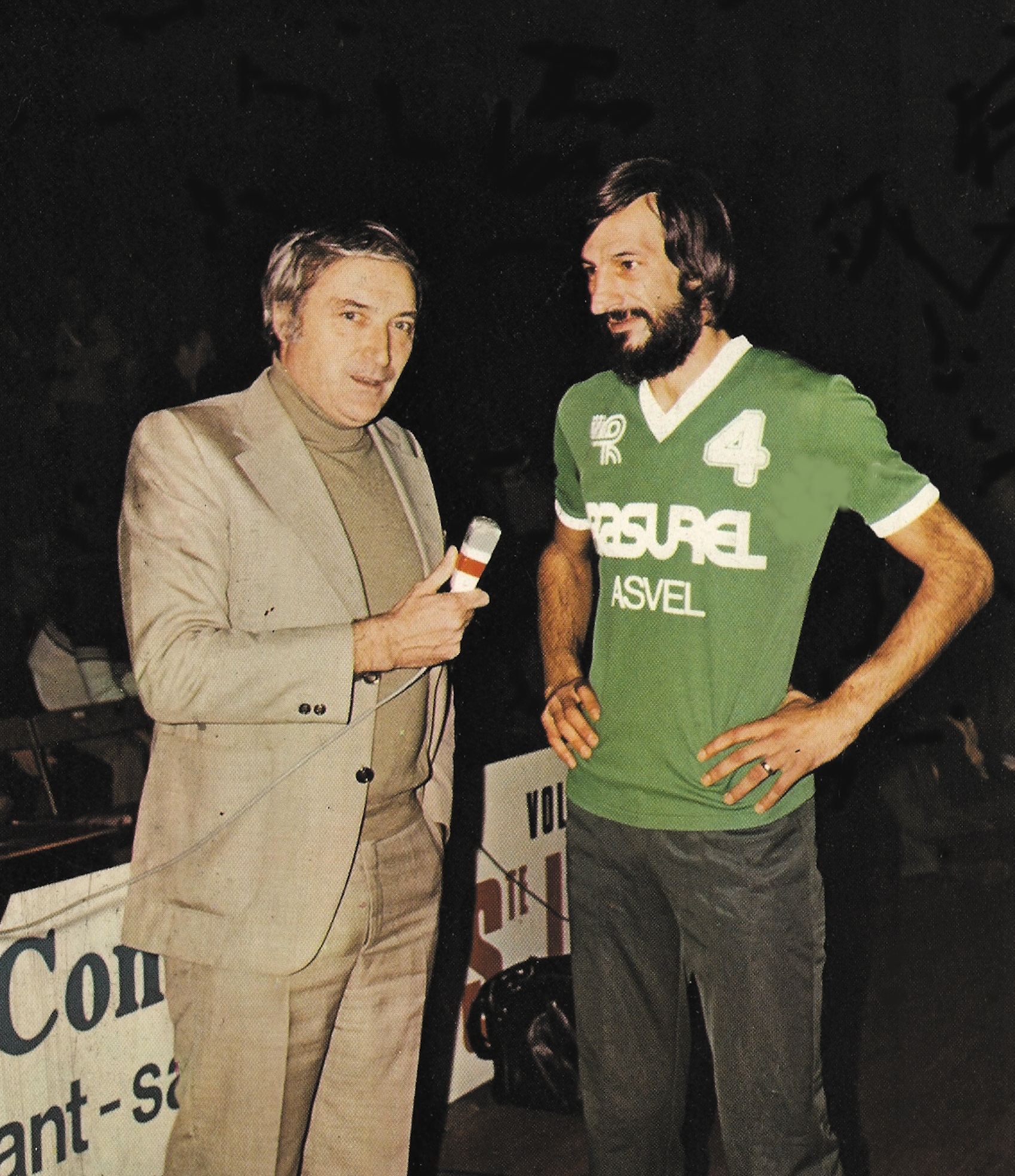
Alain Gilles, 8 fois champion de France avec l'ASVEL.

En tant que joueur, Alain Gilles conduit l'ASVEL à huit titres de champion de France de 1966 à 1981 (par la suite, il n'obtient pas de titre de champion en tant qu'entraîneur). Avec lui, plusieurs joueurs ont remporté au moins trois titres de champion de France pendant cette période : Alain Durand, Michel Duprez, Gilbert Lamothe, Bruno Recoura, Michel Le Ray, Jean-Pierre Castellier, Serge Fino, Gérard Moroze, Gérard Lespinasse et Bernard Magnin.
Bien que dominante en France, l'équipe ne parvient pas à briller sur la scène européenne. Le président Raphaël de Barros refuse alors de suivre la mode qui consiste à recruter des Américains, ou de rechercher des joueurs de grande taille. Après avoir longtemps résisté, l'ASVEL cède à son tour en 1970 en recrutant John Rucker mais les deux joueurs majeurs de l'équipe restent Alain Gilles et Alain Durand.
L'arrivée en 1972 d'un autre Américain plus performant, Bob Purkisher, permet à l'ASVEL d'être champion de France en 1975, après son départ l'ASVEL remporte le titre en 1977 et est finaliste en 1976 et 1978.
Dans les compétitions européennes, l'ASVEL parvient en demi-finale de la Coupe Korać en 1974, elle est éliminée par Cantù qui remporte le titre cette année-là. En 1976, les verts se qualifient pour les demi-finales de la Coupe des clubs champions, leur victoire contre le Real Madrid au match retour ne suffit pas pour être qualifié en finale (77-113, 101-99). Deux ans plus, l'ASVEL termine troisième de la poule unique désignant les deux finalistes.
Le dernier titre de champion de France de l'époque Alain Gilles est obtenu en 1981, le club devant ensuite attendre 2002 pour obtenir un nouveau titre de champion.
L'ASVEL dispute sa première finale européenne en Coupes des coupes en 1983 les verts battent Den Bosch en demi-finale mais s'inclinent en finale contre Scavolini Pesaro (111-99) ; Philippe Szaniel et Larry Boston se distinguent avec respectivement 26 et 24 points,.
En 1986, Alain Gilles devient entraîneur de l'ASVEL après avoir disputé 21 saisons avec les verts en tant que joueur.
Les verts parviennent à nouveau en demi-finale de la Coupes des coupes en 1987 mais sont battus par le Cibona Zagreb de Dražen Petrović.

### 1989-1992: le déclin et le sauvetage
Alain Gilles part du club en 1989 pour Montpellier. Charles Hernu qui avait pris la présidence du club en 1988, meurt le 17 janvier 1990, Philippe Charvieux, son successeur à la présidence, meurt dans un accident de la route en février 1990, son père Gaston Charvieux prend la tête du club à ce moment-là. À la fin de la saison 1991-1992, le club villeurbannais accuse une dette de 17 millions de francs, mais il est sauvé de justesse par Marc Lefebvre (l'ancien kinésithérapeute du club), Francis Allimant et la mairie de Villeurbanne mais passe par un dépôt de bilan. L'ASVEL passe donc par un plan d'épurement du passif sur cinq ans.

### 1992-2001: Delaney Rudd et le Final Four
Marc Lefebvre prend la présidence du club villeurbannais en 1992. Gregor Beugnot arrive au club également en 1992. La green team de 1992 est une équipe construite par Greg Beugnot autour de jeunes joueurs du club. Elle est pronostiquée dernière mais n'est plus reléguable dès Noël et se qualifie pour une coupe européenne. Delaney Rudd et Ron Curry signent à l'ASVEL en 1993 et le club voit émerger Alain Digbeu dans les années 1993 à 1995. Ainsi, les classements du club dans ces années là sont les suivants : 7e sur 18 (21 victoires - 13 défaites) en 1989-1990, 7e sur 16 (16 victoires - 14 défaites) en 1990-1991, 10e sur 16 (11 victoires - 19 défaites) en 1991-1992, 10e sur 15 (9 victoires - 17 défaites) en 1992-1993, 7e sur 14 (13 victoires - 13 défaites) en 1993-1994 et 7e sur 14 (15 victoires - 11 défaites) en 1994-1995.
À partir de 1995, l'équipe évolue à l'Astroballe, une salle de 5 600 places. Depuis 1992 et jusqu'en 2001, Gregor Beugnot est l'entraîneur de l'ASVEL.
Le titre de champion de France échappe pendant plusieurs années à l'ASVEL, mais les verts évoluent régulièrement dans les épreuves européennes. En 1996, l'ASVEL élimine l'Alba Berlin en quart de finale de la Coupe Korać mais sa route s'arrête en demi-finale face à Milan.

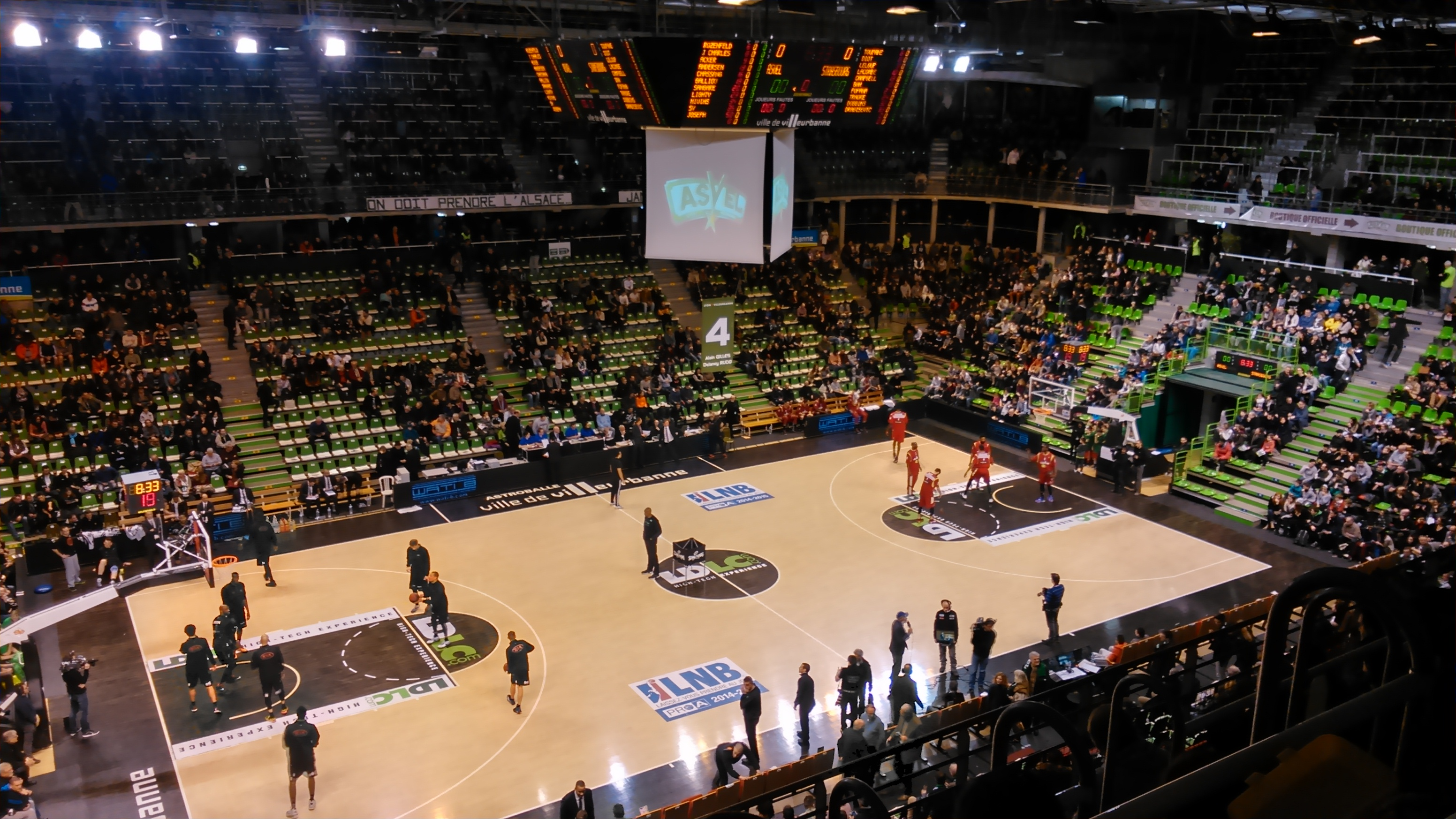
La salle de l'Astroballe où joue l'ASVEL depuis 1995.

Elle fait mieux l'année suivante en se qualifiant pour le Final Four de l'Euroligue 1997 sous la conduite de Delaney Rudd. Pour se qualifier, l'ASVEL obtient des victoires chez des clubs prestigieux comme le Panathinaikos et le FC Barcelone, grâce notamment à la réussite de Rudd qui marque respectivement 31 et 35 points. En quart de finale, l'ASVEL réussit l'exploit de battre Efes Pilsen à Istanbul lors du troisième match (62-57) — alors que les deux équipes avaient remporté chacune un match — et de se qualifier ainsi pour son premier Final Four.
Lors de celui-ci, les verts sont battus par le FC Barcelone (77-70) puis par l'Olimpija Ljubljana (86-79) lors de la petite finale. Les joueurs majeurs de l'équipe sont alors Delaney Rudd, Brian Howard, Alain Digbeu, Georgy Adams, Ronnie Smith et Jim Bilba
Les verts atteignent les quarts de finale de l'Euroligue en 1998-1999, puis à nouveau en 1999-2000 l'ASVEL ne s'incline en quarts de finale que de deux points, contre Efes Pilsen Istanbul, lors d'un match d'appui (85-93, 77-60, 66-68),.
En 2000-2001, l'ASVEL parvient pour la troisième année consécutive en quarts de finale de l'Euroligue avec une équipe notablement renouvelée, mais qui a conservé Jim Bilba et Laurent Pluvy, elle peut compter sur l'adresse de Bill Edwards qui marque en moyenne 19,9 points. L'équipe remporte la coupe de France face à Pau-Orthez.
Si l'ASVEL ne remporte pas de titre de champion de France pendant 21 ans, après celui de 1981, elle parvient cependant très près du but à de nombreuses reprises, en étant sept fois finaliste en 1985, 1986, 1996, 1997, 1999, 2000, 2001, battu trois fois par le Limoges CSP, trois fois par Pau-Orthez et une fois par Paris.

### 2001-2007: Adecco ASVEL
L'ASVEL Lyon-Villeurbanne devient l'Adecco ASVEL en 2001. Le Président Marc Lefebvre à l'origine de la renaissance de l'ASVEL et la plus grande partie de l'encadrement technique sont évincés à la suite d'un « putsch économique » (menace de retrait du sponsor principal). L'arrivée des nouveaux dirigeants, plus proches des milieux d'affaires que de celui du basket, marque une rupture dans l'histoire de l'ASVEL. L'esprit populaire du club en sera durablement affecté, son standing européen également.
Alors que le mythique Limoges CSP est en pleine période de déboires, l'ASVEL revient sur le devant de la scène en dominant le championnat avec son nouveau rival Pau-Orthez durant quatre saisons.

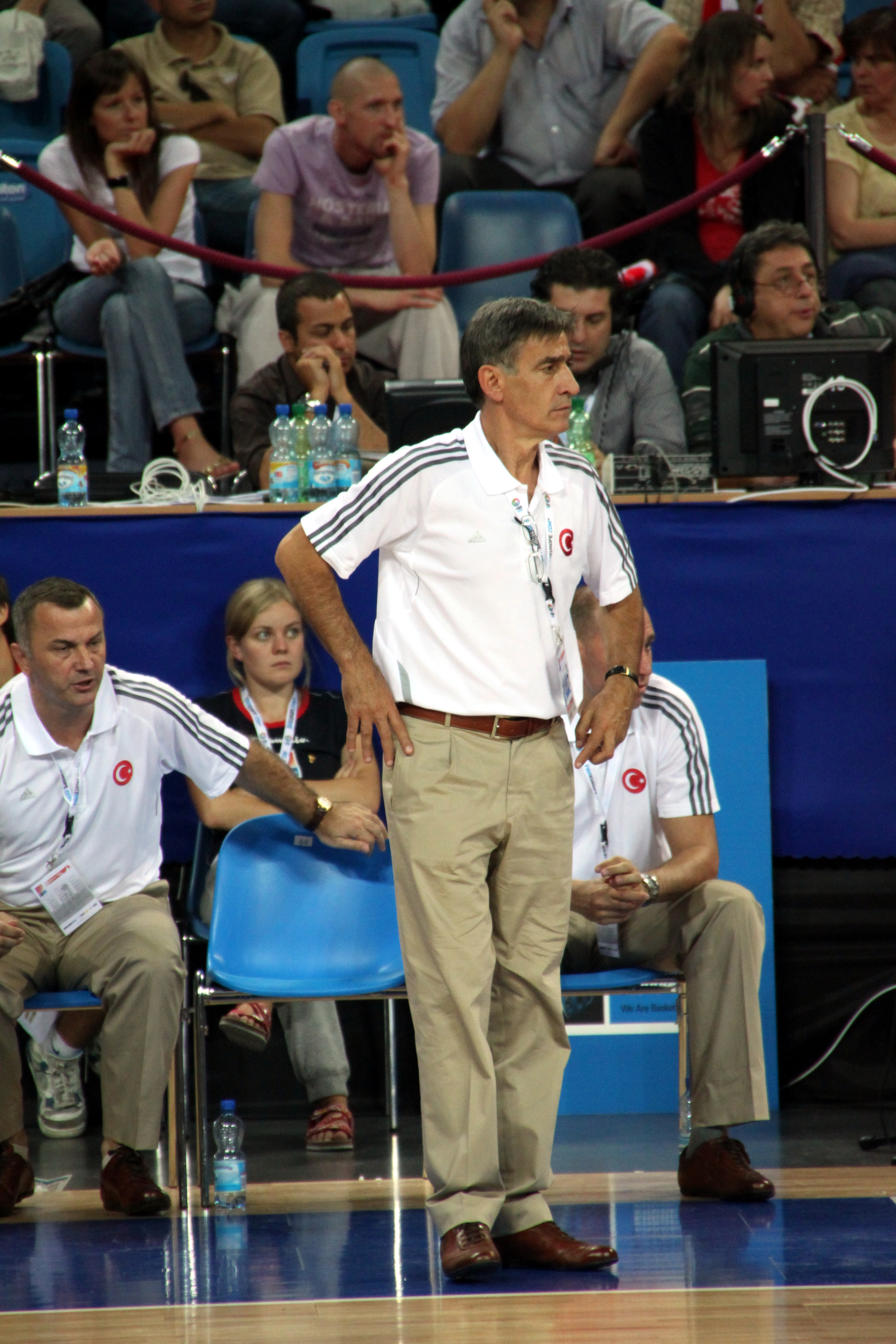
L'entraineur Bogdan Tanjević, champion de France 2002 avec l'ASVEL.

Un entraîneur de renommée internationale arrive au club : Bogdan Tanjević, qui a amené l'Italie au titre de champion d'Europe 1999 et le club de Sarajevo à son premier titre d'Euroligue en 1979.

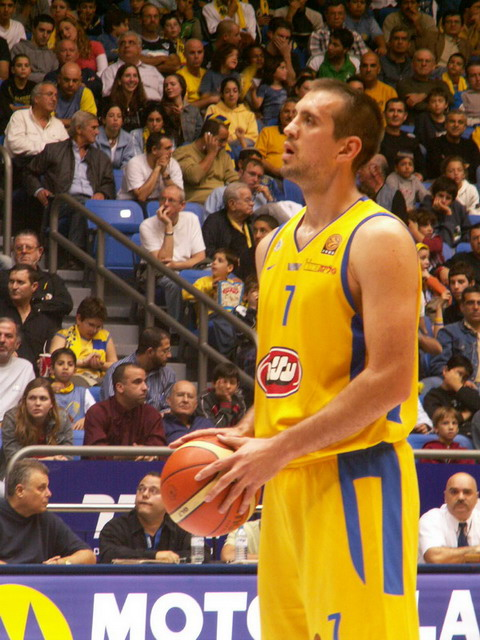
Nikola Vujčić, symbolise le retour en force de l'ASVEL.

La saison 2002 est bien maîtrisée et l'équipe se classe 2e de saison régulière. L'ASVEL remporte son seizième titre de champion de France en 2002 en battant Pau-Orthez en finale par deux victoires à zéro (77-68 et 65-64). Villeurbanne avait battu Cholet en demi-finale (94-74 et 82-72) et Le Mans en quarts de finale (81-71, 72-73, 89-81). Les meilleurs réalisateurs (à la moyenne de points par match) de l'ASVEL sont : Nikola Vujčić, Yann Bonato, Kyle Hill, Nikola Radulović, Reggie Freeman et Harold Mrazek. Selon une légende locale, l'ASVEL et l'Olympique lyonnais n'obtiendraient pas de bons résultats en même temps, elle est mise en défaut en 2002 car l'OL remporte le Championnat de France de football en 2002 pour la première fois de son histoire. Une nouvelle finale oppose les deux rivaux villeurbannais et palois en coupe de France mais l'avantage tourne cette fois ci du côté de Pau-Orthez.
En 2003, les verts terminent de nouveau deuxièmes de saison régulière 2003 mais doivent s'incliner devant Pau-Orthez, leur rival de l'époque avec qui ils viennent de disputer les 3 dernières finales de Pro A. En Euroligue, l'ASVEL parvient à se qualifier pour le top 16 en terminant quatrième de son groupe juste devant le grand Real Madrid.
Entre 2004 et 2007, la belle dynamique enclenchée depuis 2001 se brise et les résultats dégringolent. L'ASVEL n'atteint plus de finale malgré une belle saison 2005 stoppée en demi-finale de Pro A par la surprenante équipe de Strasbourg et quelques performances européennes notamment un quart de finale en Eurocoupe 2006.

### 2007-2014: le nouvel ASVEL
En 2007, l'ASVEL crée un nouveau logo et retire Adecco de son nom. Le club remporte la coupe de France en 2008 face à Cholet sur le score de 86-76, après six années sans titre.
Tony Parker, joueur en équipe de France et en NBA, annonce le 3 février 2009 qu'il entre dans le capital de l'ASVEL, à hauteur de 10 % (il devient donc le deuxième actionnaire du club), 10 % supplémentaires le 15 juin 2009 et 20 % supplémentaires « quand il le souhaitera » dans l'optique de devenir président à terme. Il avait déjà tenté l'expérience avec le Paris Basket Racing, mais celle-ci s'est révélée infructueuse. Il était courtisé par Rouen et Lille mais a choisi l'ASVEL car « en collaboration avec les dirigeants actuels, on peut en faire un des tout meilleurs clubs d'Europe et que c'est le mieux structuré de France ». Cette action s'inscrit dans la continuité du projet CAP 2010 de construction d'une salle de 15 000 places et d'un centre de formation européen sur Lyon. Le 10 décembre 2009, le choix du site des anciennes ABB à Villeurbanne plutôt que le site du Puisoz à Vénissieux pour la construction de cette infrastructure est annoncé. Par ailleurs, la légitimité du projet se trouve également renforcé par l'intérêt porté par la société Lagardère Unlimited ainsi que par les conclusions de la Commission Grandes Salles - ARENAS 2015 qui soutient la construction de grandes salles multifonctionnelles.

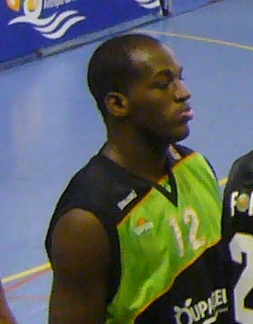
Ali Traore, champion de France 2002 et 2009 avec l'ASVEL.

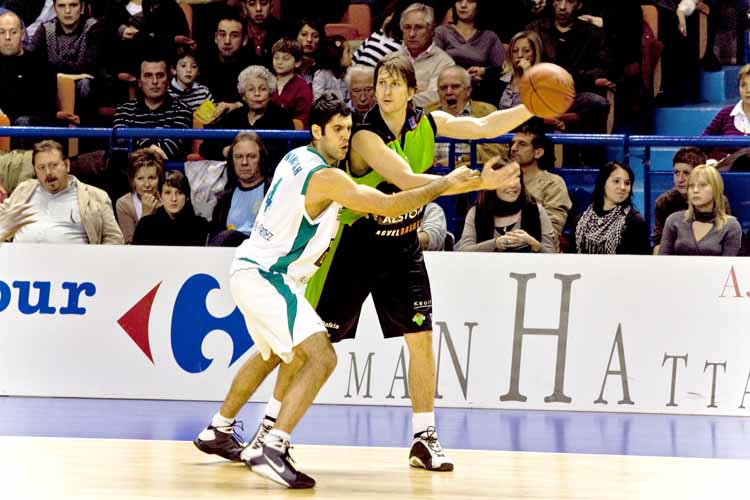
Laurent Foirest, champion de France 2009 avec l'ASVEL.

La saison 2008-2009 est encore plus belle car, autour de joueurs comme Laurent Foirest, Amara Sy et Ali Traore, l'ASVEL remporte le championnat après avoir fini premier de la saison régulière. La finale jouée à Bercy contre Orléans voit la green team l'emporter 55-41 et obtenir son dix-septième titre national.
Les arrivées de Curtis Borchardt, Mindaugas Lukauskis ou encore Kristjan Kangur montrent les ambitions de l'ASVEL pour cette nouvelle saison, qui sera très décevante, avec l'absence de l'ASVEL du Top 16 de l'Euroligue et en play-offs du championnat mais avec toutefois un trophée puisque l'ASVEL remporte la Semaine des AS 2010 en évoluant à domicile en battant encore une fois Orléans sous le score de 70 à 69.
La saison suivante, l'ASVEL renouvelle largement son effectif en signant des joueurs réputés Ángel Daniel Vassallo, Andrija Zizic et Davon Jefferson. Cependant, comme la saison passée, les résultats ne sont pas à la hauteur des objectifs : l'ASVEL échoue lors du tour de qualification de l'Euroligue (face à un autre club français, Le Mans), puis commence la saison de championnat par quatre défaites en six rencontres, ce qui met un terme à la carrière de Vincent Collet à la tête de l'équipe. Après Vassallo licencié pour des problèmes de comportement, Zizic est également « coupé » (libéré de son contrat) après la Semaine des As. À la suite de ces départs Nordine Ghrib prend l'équipe en main et voit l'arrivée de Matt Walsh et de Pops Mensah-Bonsu. Après une sixième place en saison régulière, l'ASVEL remporte son quart de finale face à Chalon en trois manches. L'ASVEL termine sa saison sur une défaite de demi-finale du championnat face au futur champion, Nancy.
Avec le lock-out de la National Basketball Association (NBA), l'ASVEL reçoit le renfort de Tony Parker, puis de Ronny Turiaf. Ce renfort s'achève après la huitième journée avec le préaccord entre les propriétaires et joueurs de NBA. À la fin de la saison 2011-2012, le club finit douzième et ne joue pas les play-offs.
Lors de la saison 2012-2013, l'ASVEL termine à la troisième place du championnat grâce à une victoire au buzzer face à Chalon-sur-Saône lors de la dernière journée, et obtient ainsi l'avantage du terrain pour les quarts de finale des play-offs. L'ASVEL est opposé au Mans, et se qualifie après une belle, pour les demi-finales. L'ASVEL est éliminée après deux défaites sèches face à Strasbourg.
La saison 2013-2014 démarre mal pour l'ASVEL avec le départ de son meneur titulaire Pierre Jackson une semaine avant le début du championnat et quatre défaites lors des quatre premières journées. L'ASVEL se classe en milieu de classement durant toute la saison, et se qualifie pour les plays-offs en terminant septième de la saison régulière. Le club affronte Limoges CSP en quart de finale et est éliminé après deux défaites.

### Depuis 2014: l'ASVELde Tony Parker
Actionnaire minoritaire depuis 2009, Tony Parker annonce le 21 mars 2014 qu'il devient l'actionnaire majoritaire de l'ASVEL en rachetant les parts de Gilles Moretton et prend la présidence du club dès l'intersaison suivante. Il souhaite que le club devienne l'un des plus grands clubs en Europe. Pour cela, il est en contact avec les maires de Lyon et de Villeurbanne pour envisager la construction d'une nouvelle salle.

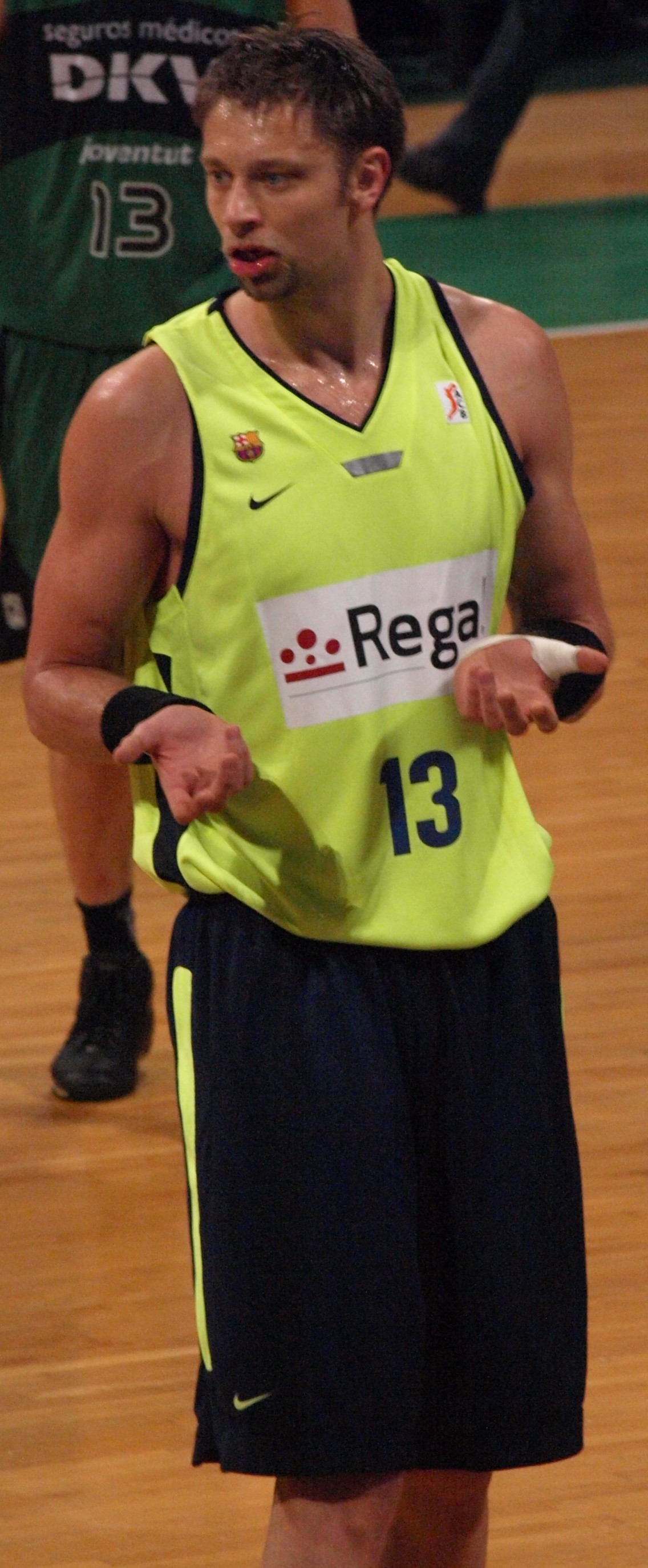
David Andersen, recrue phare de l'ASVEL en 2014.

Le 30 juin 2014, Tony Parker devient officiellement président de l'ASVEL, son ami Gaëtan Müller devenant président délégué et Pierre Vincent cumulant le rôle d'entraîneur avec celui de manager général. Il annonce l'arrivée de nouveaux investisseurs au club, notamment Michael Finley et Corey Maggette et un partenariat renforcé avec les Spurs de San Antonio.
Le club réalise un gros recrutement avec la signature du pivot David Andersen, ancien joueur NBA et triple vainqueur de l'Euroligue. Invitée à participer au tour préliminaire de l'Euroligue, qui met aux prises huit équipes et qualifie une seule équipe, l'équipe de l'ASVEL élimine Ostende puis Strasbourg, avant de s'incliner sur le score de 88 à 79 face au favori de ce tour préliminaire, le club russe de l'UNICS Kazan. Le club est ainsi reversé en EuroCoupe. Le démarrage en Pro A est compliqué, l'équipe nage dans le ventre mou du classement après 10 journées. Le 12 novembre 2014, après une nouvelle défaite en EuroCoupe contre Gran Canaria, Pierre Vincent, entraîneur à l'ASVEL depuis 2011, est démis de ses fonctions. Son assistant Nordine Ghrib se charge de l'intérim en attendant la nomination d'un nouvel entraîneur. En décembre, le poste d'entraîneur est confié à JD Jackson. Quelques jours plus tard, Edwin Jackson, meilleur marqueur de l'ASVEL quitte le club pour rejoindre le FC Barcelone, puis l'américain Travis Bader recruté en juillet est licencié trois jours plus tard.
Pour compenser ces 2 départs, l'ASVEL engage un autre extérieur américain Alex Acker qui a déjà joué pour le club lors des playoffs 2013. Après une élimination dès le premier tour en Eurocoupe, le parcours en coupe de France s'arrête au stade des quarts de finale face au Portel qui évolue en Pro B. Le club remonte la pente avec des belles victoires en Pro A mais conclut sa saison 2015 en dessous des espérances avec une 5e place de saison régulière et une élimination dès les quarts de finale des play-off face à l'équipe du Mans.

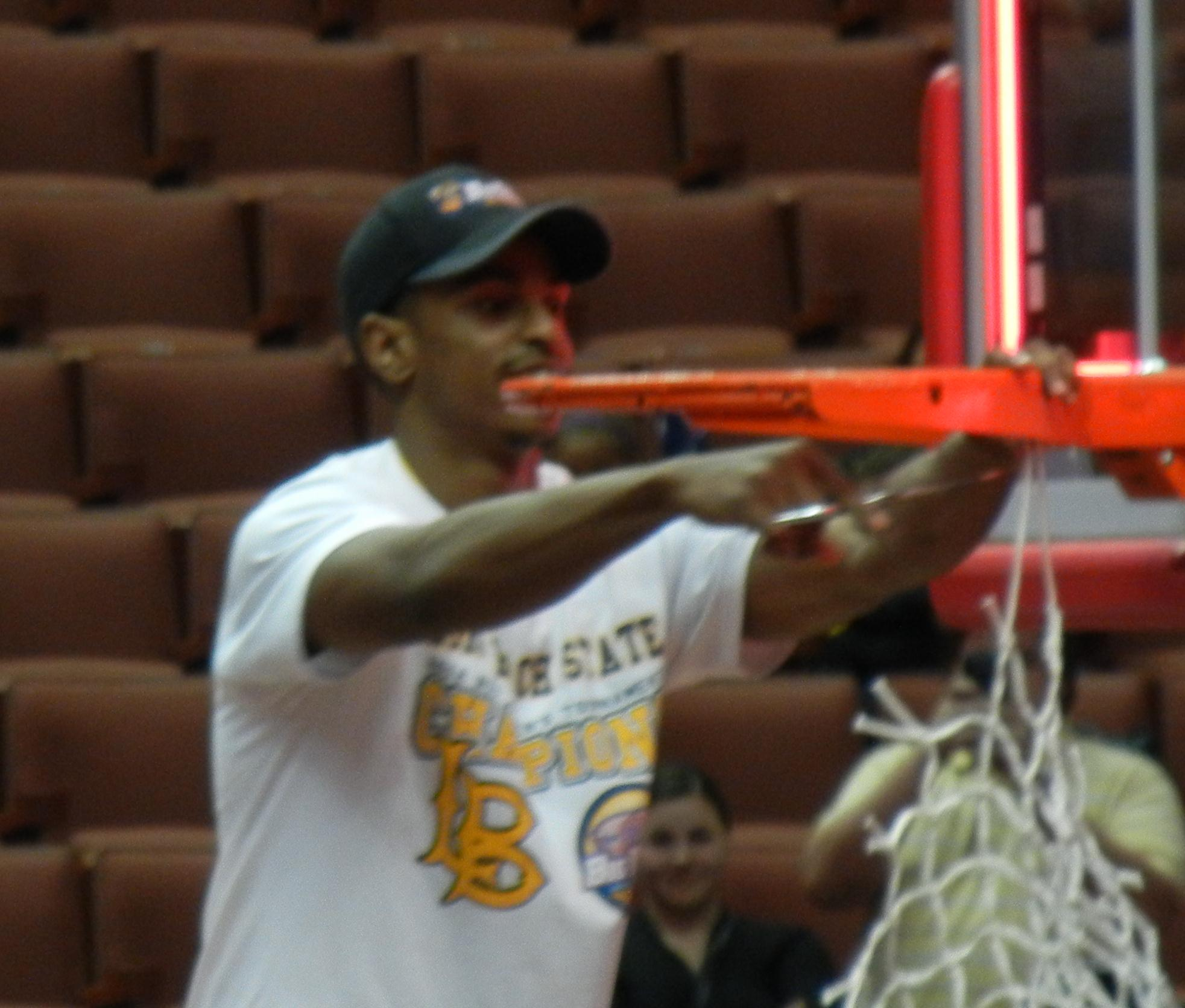
Casper Ware, MVP des finales de Pro A 2016, accompagne l'ASVEL vers son 18e titre.

Lors de l'inter-saison 2015, l'ASVEL officialise les arrivées de, Darryl Watkins au poste 5, Nicolas Lang et DJ Newbill au poste 2, le All Star Charles Kahudi au poste 4 et Édouard Choquet au poste 1. L'ASVEL se classe cinquième de Pro A et accède à la finale des play-off. Opposée à Strasbourg, la Green Team perd ses deux premiers matchs au Renhus mais égalise à deux rencontres partout grâce à une victoire sur le fil (60-59) à l'Astrobale. L'ASVEL est sacré champion de France au Rhénus après une victoire (77-80) à Strasbourg et remporte son 18e titre de champion de France.
Lors de l'intersaison, Tony Parker explique vouloir également la création d'une équipe féminine qui jouerait à l'Astroballe.
À la fin de la phase des matchs aller, l'ASVEL occupe la cinquième place et se qualifie pour la Leaders Cup.
Le club élimine Chalon-sur-Saône en quart puis Pau en demi-finale. L'ASVEL perd la finale face à Monaco, tenant du titre, qui réalise un doublé.
À la suite du départ de Trenton Meacham et à la blessure d'Adrian Uter pour le reste de la saison, le club recrute trois joueurs de l'équipe championne de France 2016 : Casper Ware, David Andersen et Livio Jean-Charles.
Le 29 mars 2017, Nicolas Batum annonce son entrée au capital du club et dans l'organigramme en tant que « directeur des opérations basket ». Il travaillera sur la détection des talents, le recrutement et le centre de formation avec JD Jackson, Yohann Sangaré et Tony Parker.
L'ASVEL termine le championnat à la huitième place et se qualifie pour les playoffs. Elle élimine Monaco, premier de la saison régulière, en quarts de finale et retrouve Strasbourg en demi-finales. Malgré deux victoires lors des deux premiers matchs à l'extérieur, l'ASVEL est éliminée au terme du match 5.
Pour la saison 2017-2018, l'ASVEL possède le plus grand budget du championnat, ainsi que la plus grande masse salariale. Ceci se traduit par un recrutement de forts joueurs bien connus du championnat de Pro A : John Roberson, AJ Slaughter et David Lighty entre autres.
L'ASVEL participe cette saison à l'EuroCup, deuxième compétition européenne. Elle finit premier de son groupe lors du premier tour et se qualifie donc pour le TOP 16.
Le 15 janvier 2018, deux jours après une défaite de 32 points contre l'Élan Chalon, alors dernier du championnat et à la suite d'un bilan de 8 victoires et 8 défaites, JD Jackson est relevé de ses fonctions d'entraîneur. Il est remplacé par son ancien assistant TJ Parker. À l'aube de la saison 2018-2019, Zvezdan Mitrović arrive en tant qu'entraîneur principal et le club prend un virage majeur de son histoire en signant un naming d'une durée de dix ans, avec son partenaire majeur, le groupe LDLC, pour prendre le nom de LDLC ASVEL.
L'ASVEL doit disposer pour septembre 2019 dans le quartier Gerland d'une académie avec des salles de cours, des terrains de basket, avec une grande salle pour l’entraînement du club de basket de Lyon-Villeurbanne et un mini-campus étudiant de 400 places.
Le 21 juin 2019, l'ASVEL officialise son rapprochement avec l'Olympique lyonnais. L'OL Groupe apportera plus de 3 millions d’euros au capital de l'ASVEL pour un peu plus de 20 % des parts, avec un engagement conséquent en tant que partenaire également, puisque le Groupe OL injectera 2,5 millions d'euros par an pendant cinq ans. Cela aura pour but de passer d'une dimension nationale à une dimension internationale. L'ASVEL pourra disputer ses matchs d'EuroLigue dans la salle que l'OL Groupe va construire et qui sera prête à l'horizon 2023.
Le 24 avril 2021, l'ASVEL remporte sa dixième Coupe de France en battant Dijon sur le score de 77-61 lors de la finale qui a lieu au Palais omnisports de Paris-Bercy.
Après avoir réclamé et obtenu des aides de l’État à la suite de la crise sanitaire due à la pandémie de Covid-19, l'ASVEL affiche un budget record de 15 millions d'euros pour la saison 2021-2022.
Pour la saison 2022-2023, le budget prévisionnel de l'ASVEL augmente de 5 % pour atteindre 15,8 millions d'euros, dont 4,2 millions pour les salaires. Toutefois, l'ASVEL n'est plus le plus gros budget du championnat de France : l'AS Monaco a un budget de 20,7 millions d'euros.
En février 2023, L'Équipe annonce que Tony Parker souhaite vendre ses parts dans l'ASVEL à Smart Good Things, une société partenaire de l'ASVEL et sponsor du maillot de l'équipe, dans laquelle Tony Parker est directeur général délégué et membre du conseil d'administration. Smart Good Things deviendrait alors l'actionnaire majoritaire. Contraint de s'expliquer, Parker admet qu'il va vendre ses parts mais qu'il compte rester président du club,,. Il renonce à cette vente en mars en raison de l'existence d'un pacte signé entre les différents actionnaires du club.
Peu après cet échec, Smart Good Things renonce à rentrer au capital de l'ASVEL et va rompre son partenariat avec le club. Parker annonce en avril qu'un nouveau partenaire est trouvé, pour une durée de trois ans, sans toutefois annoncer le nom de ce partenaire. Parker promet aussi de rester actionnaire majoritaire et président du club jusqu'en 2030,,.
En mars 2023, l'ASVEL est sanctionnée par le Conseil supérieur de gestion de la LNB pour ne pas avoir fourni des documents liés aux contrats de Joffrey Lauvergne et Nando de Colo malgré plusieurs demandes. L'ASVEL est soupçonnée d'avoir dissimulé les rémunérations des deux nouveaux joueurs, devenus « ambassadeurs » de Smart Good Things à leur arrivée, pour ne pas augmenter sa masse salariale,. La première sanction est le retrait de deux victoires en LNB et 100 000 euros d'amende. Devant la chambre d'appel de la FFBB en avril, la sanction est réduite au retrait d'une victoire et toujours 100 000 euros d'amende. En mai, la sanction est encore réduite devant le CNOSF à 1 victoire et 25 000 euros d'amende.
Pour la saison 2023-2024, l'ASVEL a un budget prévisionnel de 21 millions d'euros (deuxième plus élevé derrière Monaco) et une masse salariale de 7,2 millions (en augmentation de 70 %).
Après un enchaînement de mauvais résultats sportifs (17 défaites consécutives en EuroLigue, un bilan de 4 victoires et 3 défaites en championnat), Tony Parker est finalement contraint de limoger son frère T. J. du poste d'entraîneur de l'ASVEL,. L'ASVEL choisit Gianmarco Pozzecco en octobre 2023 mais avec ce dernier, l'ASVEL enchaîne 10 défaites consécutives en Euroligue pour un bilan de 3 victoires et 12 défaites. Pozzecco est limogé en janvier 2024 et remplacé par Pierric Poupet,.
L'ASVEL a un déficit de 8,1 millions d'euros à l'issue de la saison 2023-2024. Pour la saison 2024-2025, le budget prévisionnel du club est de 16,2 millions d'euros et sa masse salariale de 5,5 millions d'euros, tous deux en baisse de 23 %. Ces deux nombres sont aussi classés en troisième position derrière ceux de Monaco et de Paris. L'ASVEL signe un contrat de sponsoring avec Skweek.tv sur trois saisons et pour 21 millions d'euros mais Skweek ne respecte pas ses engagements entraînant des difficultés financières supplémentaires à l'ASVEL,.
À la fin de la saison 2024-2025, les actionnaires comblent un déficit de 12 millions d'euros pour permettre au club de participer à la saison 2025-2026. L'ASVEL s'engage sur un encadrement de la masse salariale et du budget pour remplir aux exigences de la Direction nationale du contrôle de gestion. Le budget prévisionnel du club est de 18 millions d'euros et la masse salariale prévisionnelle baisse de 5,6 milions d'euros réalisés en 2024-2025 à 5,1 millions d'euros.

## Palmarès
| Compétitions nationales | Compétitions internationales | Compétitions amicales                          |
| - Betclic Élite (21) : - Champion : 1949, 1950, 1952, 1955, 1956, 1957, 1964, 1966, 1968, 1969, 1971, 1972, 1975, 1977, 1981, 2002, 2009, 2016, 2019, 2021, 2022 - Vice-champion : 1954, 1959, 1965, 1967, 1976, 1978, 1985, 1986, 1996, 1997, 1999, 2000, 2001, 2003 - Coupe de France (10) : - Vainqueur : 1953, 1957, 1965, 1967, 1996, 1997, 2001, 2008, 2019, 2021 - Finaliste : 1954, 1955, 1959, 2016, 2023 - Coupe de la Fédération (1) : - Vainqueur : 1984 - Finaliste : 1982 - Match des champions (2) : - Vainqueur : 2009, 2016 - Finaliste : 2008 - Semaine des As/Leaders Cup (2) : - Vainqueur : 2010, 2023 - Finaliste : 2017, 2020 \| Compétitions espoirs \| \| ---------------------------------------------------------------------------------- \| \| - Championnat de France espoirs 1re division (3) : - Champion : 1991, 2000 et 2022 \| - Trophée du Futur (2) : - Vainqueur : 2009 et 2010 | - EuroLigue : - Final Four : 1997 - Coupe des champions européens : - Demi-finaliste : 1976 et 1978 - Coupe des Coupes : - Finaliste : 1983 - Demi-finaliste : 1985 et 1987 - Coupe Korać : - Demi-finaliste : 1974 et 1996 - Coupe Latine : - Troisième : 1953 et 1966 | - Ain Star Game (2) : - Vainqueur : 2018, 2019 |
| Compétitions espoirs | |                                                |
| - Championnat de France espoirs 1re division (3) : - Champion : 1991, 2000 et 2022 | |                                                |

## Les joueurs

### Joueurs emblématiques

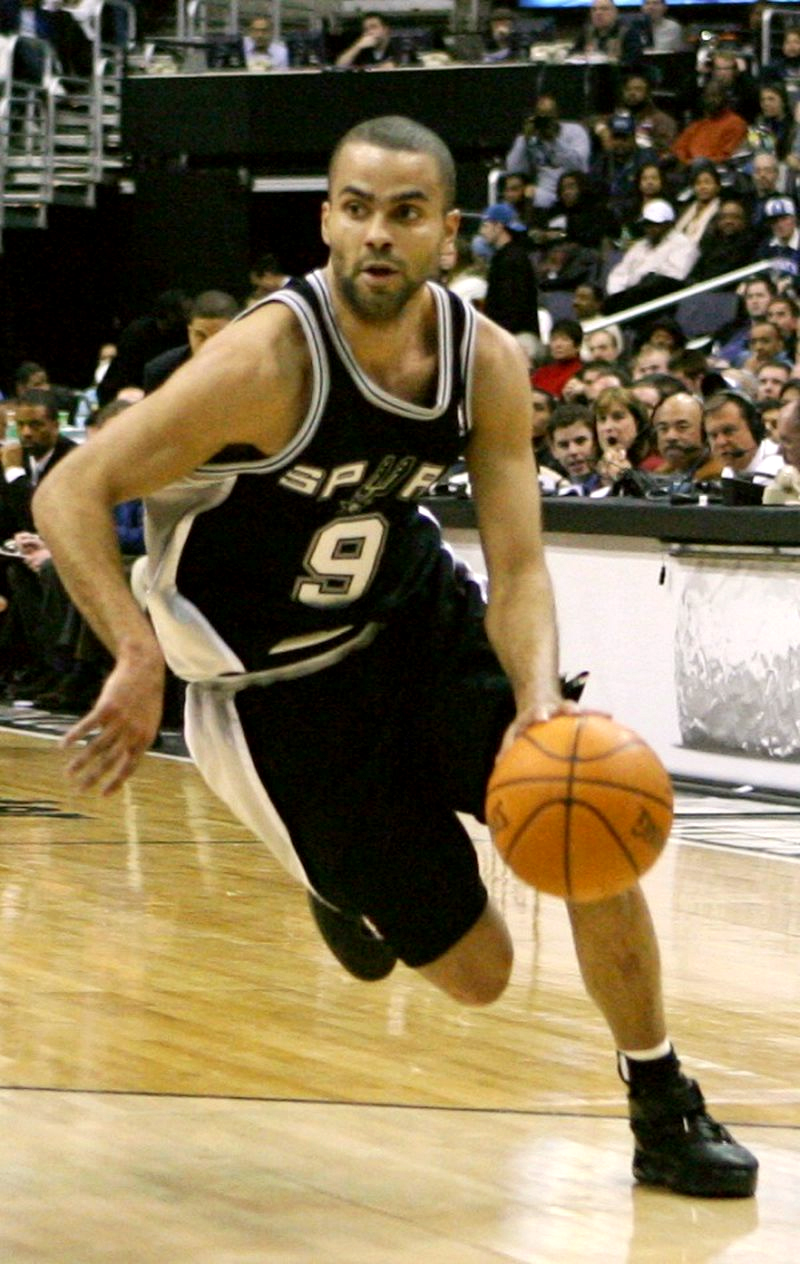
Tony Parker

La liste ci-après donne les noms de quelques joueurs qui ont marqué l'histoire de l'ASVEL :
- André Buffière : 1948-1958
- Henri Grange : 1954-1969
- Alain Durand : 1963-1972
- Alain Gilles : 1965-1985
- Bob Purkisher : 1971-1979
- Alain Vincent : 1976-1983
- Jacques Monclar : 1978-1986[61]
- Philip Szanyiel : 1979-1986
- Willie Redden : 1983-1992
- Norris Bell : 1984-1988
- Éric Beugnot : 1986-1989
- Alain Digbeu : 1991-1999
- Laurent Pluvy : 1992-2001
- Delaney Rudd : 1993-1999
- Brian Howard : 1995-1997
- - Ronnie Smith : 1995-1997
- Jim Bilba : 1996-2001
- Ali Traore : 2000-2004 2008-2010
- Yann Bonato : 2000-2003
- Róbert Gulyás : 2002-2004
- Nebojša Bogavac : 2009-2010
- Chevon Troutman : 2006-2009
- Andrija Zizic : 2010-2011
- Tony Parker : 2011-2012
- Edwin Jackson : 2007-2008; 2010-2014 et 2023-2024
- Amara Sy : 2000-2002, 2006-2007, 2009 et 2013-2015

Alain Gilles, Henri Grange, André Buffière et Delaney Rudd ont été nommés dans le cinq des légendes de l'ASVEL. Ils sont accompagnés de l'ancien président Raphaël de Barros.

### Numéros retirés
| 4 | Numéro porté par Alain Gilles et Delaney Rudd, il est considéré comme légendaire par les supporters, et donc intouchable. Une banderole est d'ailleurs constamment étendue en leur hommage dans l'enceinte de l'Astroballe. |
| 5 | Numéro porté par Amara Sy. |

### Records
Le tableau suivant donne les détenteurs de quelques records obtenus à l'occasion de matchs disputés uniquement avec l'ASVEL. On retrouve quatre joueurs qui ont marqué l'histoire du club : le Français Alain Gilles et les Américains Willie Redden, Norris Bell et Delaney Rudd.
| Statistique                     | Nom du joueur | Période   | Nombre                      |
| ------------------------------- | ------------- | --------- | --------------------------- |
| Meilleur marqueur               | Alain Gilles  | 1965-1986 | 6141 points                 |
| Meilleure moyenne Points/Match  | Norris Bell   | 1984-1988 | 21,8 points/match           |
| Meilleur passeur                | Delaney Rudd  | 1993-1999 | 1208 passes décisives       |
| Meilleure moyenne Passes/Match  | Delaney Rudd  | 1993-1999 | 7,32 passes décisives/match |
| Meilleur rebondeur              | Willie Redden | 1983-1992 | 1472 rebonds                |
| Meilleure moyenne Rebonds/Match | Willie Redden | 1983-1992 | 8,46 rebonds/match          |
| Matchs joués                    | Alain Gilles  | 1965-1986 | 372 matchs                  |

Le tableau ci-après donne la liste des joueurs de l'ASVEL qui ont remporté le plus grand nombre de titres de champion de France, Alain Gilles est le joueur le plus titré.
| N° | Joueur                 | Nombre de titres | Période   |
| -- | ---------------------- | ---------------- | --------- |
| 1  | Alain Gilles           | 8                | 1965-1986 |
| 2  | Henri Grange           | 7                | 1955-1969 |
| 3  | Raymond Sahy           | 6                | 1948-1957 |
| 4  | Alain Durand           | 5                | 1963-1972 |
| 4  | Henri Rey              | 5                | 1949-1960 |
| 4  | Michel Duprez          | 5                | 1968-1977 |
| 4  | Gilbert Lamothe        | 5                | 1959-1971 |
| 4  | Bruno Recoura          | 5                | 1967-1975 |
| 9  | André Buffière         | 4                | 1948-1955 |
| 9  | Michel Le Ray          | 4                | 1967-1973 |
| 9  | Gérard Sturla          | 4                | 1951-1960 |
| 9  | Jean-Pierre Castellier | 4                | 1963-1969 |
| 9  | Gérard Moroze          | 4                | 1967-1975 |

## Entraîneurs successifs
| #  | Période   | Nom              |
| -- | --------- | ---------------- |
| 1  | 1948-1955 | André Buffière   |
| 2  | 1955-1956 | Raymond Sahy     |
| 3  | 1956-1959 | Georges Darcy    |
| 4  | 1959-1960 | Raymond Sahy     |
| 5  | 1960-1963 | Gérard Sturla    |
| 6  | 1963-1963 | Raymond Sahy     |
| 7  | 1963-1964 | Henri Rey        |
| 8  | 1964-1967 | Jesus Mercader   |
| 9  | 1967-1970 | Maurice Buffière |
| 10 | 1970-1970 | Michel Le Ray    |
| 11 | 1970-1972 | Jacques Caballé  |

| #  | Période   | Nom               |
| -- | --------- | ----------------- |
| 12 | 1972-1973 | Jesus Mercader    |
| 13 | 1973-1980 | André Buffière    |
| 14 | 1981-1989 | Alain Gilles      |
| 15 | 1989-1990 | Pierre Galle      |
| 16 | 1990-1991 | Dominique Richard |
| 17 | 1991-1992 | Jean-Paul Rebatet |
| 18 | 1992-2001 | Gregor Beugnot    |
| 19 | 2001-2002 | Bogdan Tanjević   |
| 20 | 2002-2004 | Philippe Hervé    |
| 21 | 2004-2005 | Erman Kunter      |
| 22 | 2005-2006 | Claude Bergeaud   |

| #  | Période            | Nom                     |
| -- | ------------------ | ----------------------- |
| 23 | 2006-2008          | Yves Baratet            |
| 24 | 2008-2010          | Vincent Collet          |
| 25 | 2010-2011          | Nordine Ghrib           |
| 26 | 2011-nov. 2014     | Pierre Vincent          |
| 27 | Nov.-déc. 2014     | Nordine Ghrib (intérim) |
| 28 | Déc.2014-jan. 2018 | JD Jackson              |
| 28 | 2018               | T. J. Parker            |
| 29 | 2018-2020          | Zvezdan Mitrović        |
| 30 | 2020-2023          | T. J. Parker            |
| 31 | 2023-2024          | Gianmarco Pozzecco      |
| 32 | 2024-              | Pierric Poupet          |

## Présidents successifs
| # | Période                     | Nom                |
| - | --------------------------- | ------------------ |
| 1 | 1948 - 1963                 | Pierre Millet      |
| 2 | 1963 - 1988                 | Raphaël de Barros  |
| 3 | 1988 - 1990                 | Charles Hernu      |
| 4 | janvier 1990 - février 1990 | Philippe Charvieux |
| 5 | 1990 - 1992                 | Gaston Charvieux   |
| 6 | 1992 - 2001                 | Marc Lefebvre      |
| 7 | 2001 - 2014                 | Gilles Moretton    |
| 8 | 2014 - aujourd'hui          | Tony Parker        |

## Bilan par saison
| Saison    | Championnat   | Championnat | Championnat | Championnat | Championnat                | Championnat | Coupe de France | Coupe d'Europe                           | As / LC         |
| Saison    | Niveau        | Nb          | Bilan       | PV          | Classement Phase régulière | Play-offs   | Coupe de France | Coupe d'Europe                           | As / LC         |
| --------- | ------------- | ----------- | ----------- | ----------- | -------------------------- | ----------- | --------------- | ---------------------------------------- | --------------- |
| 2020-2021 | Pro A         | 34          | 27V-7D      | 79 %        | 2e                         | Champion    | Champion        | 14e de la phase régulière de l'Euroligue | -               |
| 2021-2022 | Pro A         | 34          | 26V-8D      | 76 %        | 1er                        | Champion    | 8e de finale    | 14e de la phase régulière de l'EuroLigue | -               |
| 2022-2023 | Betclic Élite | 34          | 23V-11D     | 65 %        | 3e                         | Demi-finale | Finaliste       | 18e de la phase régulière de l'EuroLigue | Champion        |
| 2023-2024 | Betclic Élite | 34          | 25V-9D      | 74 %        | 3e                         | Demi-finale | 8e de finale    | 17e de la phase régulière de l'EuroLigue | Quart de finale |
| 2024-2025 | Betclic Élite | 30          | 23V-7D      | 77 %        | 2e                         | Demi-finale | Quart de finale | 15e de la Phase régulière de l'EuroLigue | Demi-finale     |
| 2025-2026 | Betclic Élite | 30          | V-D         | %           |                            |             |                 | Phase régulière de l'EuroLigue           |                 |

Nb : Nombre de matches de saison régulière
PV : Pourcentage de victoires en saison régulière

## Logo

Évolution du logo
Logo de 2001 à 2007[66]
Logo de 2008 à 2011[66]
Logo de 2011 à 2018[66]
Logo depuis 2018.

## Équipementiers
| Période            | Équipementier           | Réf.   |
| ------------------ | ----------------------- | ------ |
| 2011 – été 2013    | Vive (marque espagnole) | [ 67 ] |
| été 2013 – 2020/07 | Peak Sport Products     | [ 68 ] |
| 2020/07 – 2025     | Adidas                  | [ 69 ] |